# Paraneetroplus regani
Paraneetroplus regani är en fiskart som först beskrevs av Miller, 1974.  Paraneetroplus regani ingår i släktet Paraneetroplus och familjen Cichlidae. Inga underarter finns listade i Catalogue of Life.